# 21e parallèle sud
Pour les articles homonymes, voir 21e parallèle.
En géographie, le 21e parallèle sud est le parallèle joignant les points de la surface de la Terre dont la latitude est égale à 21° sud

## Géographie

### Dimensions
Dans le système géodésique WGS 84, au niveau de 21° de latitude sud, un degré de longitude équivaut à 103,969 km ; la longueur totale du parallèle est donc de 37 429 km, soit environ 93 % de celle de l'équateur. Il en est distant de 2 323 km et du pôle Sud de 7 679 km,.

### Régions traversées
Le 21e parallèle sud passe au-dessus des océans sur environ 75 % de sa longueur. Du point de vue des terres émergées, il traverse l'Afrique (Namibie, Botswana, Zimbabwe, Mozambique), Madagascar, la Réunion, l'Australie, la Nouvelle-Calédonie, Lifou et l'Amérique du Sud (Chili, Bolivie, Argentine, Paraguay, Brésil).
Le tableau ci-dessous résume les différentes zones traversées par le parallèle, d'ouest en est :
| Zone                | Début                 | Fin                   | Longueur (km) |
| ------------------- | --------------------- | --------------------- | ------------- |
| Océan Atlantique    | 21° 00′ S, 40° 48′ O  | 21° 00′ S, 13° 32′ E  | 5 649         |
| Afrique             | 21° 00′ S, 13° 32′ E  | 21° 00′ S, 35° 07′ E  | 2 245         |
| Canal du Mozambique | 21° 00′ S, 35° 07′ E  | 21° 00′ S, 43° 53′ E  | 911           |
| Madagascar          | 21° 00′ S, 43° 53′ E  | 21° 00′ S, 48° 27′ E  | 475           |
| Océan Indien        | 21° 00′ S, 48° 27′ E  | 21° 00′ S, 55° 15′ E  | 707           |
| Réunion             | 21° 00′ S, 55° 15′ E  | 21° 00′ S, 55° 43′ E  | 49            |
| Océan Indien        | 21° 00′ S, 55° 43′ E  | 21° 00′ S, 116° 06′ E | 6 278         |
| Australie           | 21° 00′ S, 116° 06′ E | 21° 00′ S, 149° 09′ E | 3 437         |
| Océan Pacifique     | 21° 00′ S, 149° 09′ E | 21° 00′ S, 164° 42′ E | 1 617         |
| Nouvelle-Calédonie  | 21° 00′ S, 164° 42′ E | 21° 00′ S, 165° 24′ E | 73            |
| Océan Pacifique     | 21° 00′ S, 165° 24′ E | 21° 00′ S, 167° 04′ E | 173           |
| Lifou               | 21° 00′ S, 167° 04′ E | 21° 00′ S, 167° 23′ E | 33            |
| Océan Pacifique     | 21° 00′ S, 167° 23′ E | 21° 00′ S, 70° 11′ O  | 12 729        |
| Amérique du Sud     | 21° 00′ S, 70° 11′ O  | 21° 00′ S, 40° 48′ O  | 3 055         |